# Polyommatus eurypilus
Polyommatus eurypilus är en fjärilsart som beskrevs av Freyer 1852. Polyommatus eurypilus ingår i släktet Polyommatus och familjen juvelvingar. Inga underarter finns listade i Catalogue of Life.